# Hinepaketia
Hine-i-paketia, Hinepaketia eller Ani, född cirka 1800, död efter 1873, var en maorihövding, regerande drottning över Heretaunga (Hawke's Bay) och området kring Manawatu Gorge. 
Hon var dotter till Hihipa-ki-te-rangi. Hon ärvde stora landområden från Ngaruroro till Manawatufloden. Det är inte klart exakt när hon blev drottning. Under 1820-talet är det känt att hon fördes till Nukutaurua på Mahia av krigaren Te Pareihe för att inte tillfångatas av Waikato under krig mellan maorierna. Omkring 1850 omtalades hon dock säkert som Heretaungas drottning. Hon tillhörde de första maorierna i området som ägde en häst. 
I december 1850 förhandlade hon med Donald McLean och gick med på att sälja 300 000 acres, känt som Waipukurau block, till britterna. Inför området stammar motiverade hon sitt beslut med att den jord hon sålde blivit värdelös på jakt och frukter och att de européer som bosatte sig där skulle bli värdefulla som handelspartners. Priset förhandlades upp från £3000 till £4800. 
Hinepaketia är mest känd i historien för sin politik av landförsäljningar till britterna. 
Hon var som ägare till stora jordarealer inblandad i många jordförsäljningar till britterna under följande år, i land från Heretaungaslätten till norra Wairarapa: hennes namn har stavats som Ngati Te Whatu-i-apiti,  Ngati Te Rangi-ko-ia-anake, Ngai Tahu och Ngati Kahungunu, och singaturerna varierar från Kuini Hineipaketia, Te Hei Hineipaketia, Hinepaketia Te Rangi och Hineipaketia Te Kuini. Hennes landförsäljningar ledde till konflikter med andra jordarvingar som ifrågasatte hennes rätt till mark, som själva sålde hennes mark utan tillstånd med flera oegentligheter, som vid flera tillfällen ledde till stridigheter, ofta med hennes kusiner, som själva deltog i försäljningen av land till britterna. Hon omnämns sista gången 1872-73. Hennes dödsdatum är okänt.  